# District du Maine
Le district du Maine était la désignation officielle de ce qui est maintenant l'État américain du Maine du 25 octobre 1780 au 15 mars 1820, date à laquelle il a été admis dans l'Union en tant que 23e État. Le district faisait alors partie de l'État du Massachusetts qui, avant la révolution américaine, était la province britannique de la baie du Massachusetts.

## Histoire coloniale
Initialement colonisée en 1607 par la Compagnie de Plymouth, la zone côtière située entre les rivières Merrimack et Kennebec, ainsi qu'une parcelle de terrain irrégulière entre les eaux d'amont des deux rivières, sont devenues la province du Maine en 1622. En 1629, le territoire a été scindé, créant une zone entre les rivières Piscataqua et Merrimack qui est devenue la province du New Hampshire. La province du Maine a été incorporée dans la colonie de la baie du Massachusetts au cours des années 1650 en commençant par la formation du comté de York, au Massachusetts, qui s'étend de la rivière Piscataqua jusqu'à l'embouchure de la rivière Presumpscot dans la baie de Casco. Ultérieurement, son territoire s'est agrandi pour couvrir presque tout le Maine actuel. La grande taille du comté a conduit à sa division en 1760 grâce à la création des comtés de Cumberland et Lincoln.
La partie nord-est du Maine actuel était peu occupée par les Indiens malécites et les colons français venus de l'Acadie. Les terres entre les rivières Kennebec et Sainte-Croix ont été concédées au duc d'York en 1664, qui les a fait administrer par ses mandants de la province de New York. En 1688, ces terres (comme le reste de la province de New York) ont été absorbées dans le Dominion de Nouvelle-Angleterre. Les revendications anglaises et françaises dans l'ouest du Maine seront contestées, parfois violemment, jusqu'à la conquête britannique de la Nouvelle-France à l'issue de la guerre de la Conquête. Avec la création de la province de Massachusetts Bay en 1692, l'intégralité de ce qui est maintenant le Maine est devenue une partie de celle-ci.

## Histoire du district
Lorsque le Massachusetts a adopté sa constitution d'État en 1780, il a créé le district du Maine pour gérer ses comtés les plus septentrionaux, délimités à l'ouest par la rivière Piscataqua et à l'est par la rivière Sainte-Croix. En 1820, le district avait été subdivisé avec la création des comtés de Hancock, Kennebec, Oxford, Penobscot, Somerset et Washington.
Un mouvement pour le district du Maine en État avait commencé dès 1785, et dans les années suivantes, plusieurs conventions ont eu lieu dans ce but. À partir de 1792, cinq votes populaires ont été recueillis, mais aucun pas atteint la majorité nécessaire. Pendant la guerre de 1812, les forces britanniques et canadiennes ont occupé une grande partie du district, de la rivière Penobscot jusqu'à la frontière du Nouveau-Brunswick. La faible réaction de l'État du Massachusetts à cette occupation a contribué réaffirmer les appels à la création d'un nouvel État.

## Création de l'État
La Cour générale du Massachusetts a adopté une loi le 19 juin 1819 sur la sécession du district du Maine du reste du Commonwealth. Le mois suivant, le 19 juillet, les électeurs du district ont approuvé le nouveau statut d'État par 17 091 voix contre 7 132 pour le statu-quo.
Les résultats de l'élection ont été présentés au Conseil du gouverneur du Massachusetts le 24 août 1819. La Constitution du Maine a été approuvée à l'unanimité par les 210 délégués à la Convention constitutionnelle du nouvel État en octobre 1819. Le 25 février 1820, la Cour générale a accepté officiellement l'érection de l'État imminent du Maine.
À l'époque, il y avait un nombre égal d’États libres et esclavagistes. Les membres pro-esclavagistes du Congrès des États-Unis considéraient l'admission d'un autre État libre, le Maine, comme une menace pour l'équilibre entre les États esclavagistes et les États libres. Ils ne soutiendraient la création de l'État dans le Maine que si le territoire du Missouri, où l'esclavage était légal, était admis dans l'Union en tant qu'État esclave. Le Maine est devenu le 23e État du pays le 15 mars 1820, à la suite du compromis du Missouri, qui a permis au Missouri d'entrer dans l'Union en tant qu'État esclavagiste et dans le Maine en tant qu'État libre.

## Source
- (en) Cet article est partiellement ou en totalité issu de l’article de Wikipédia en anglais intitulé « District of Maine » (voir la liste des auteurs).